# Serment du Palapa
 (octobre 2023).
La mise en forme du texte ne suit pas les recommandations de Wikipédia : il faut le « wikifier ».
Les points d'amélioration suivants sont les cas les plus fréquents :
- Les titres sont pré-formatés par le logiciel. Ils ne sont ni en capitales, ni en gras.
- Le texte ne doit pas être écrit en capitales (les noms de famille non plus), ni en gras, ni en italique, ni en « petit »…
- Le gras n'est utilisé que pour surligner le titre de l'article dans l'introduction, une seule fois.
- L'italique est rarement utilisé : mots en langue étrangère, titres d'œuvres, noms de bateaux, etc.
- Les citations ne sont pas en italique mais en corps de texte normal. Elles sont entourées par des guillemets français : « et ».
- Les listes à puces sont à éviter, des paragraphes rédigés étant largement préférés. Les tableaux sont à réserver à la présentation de données structurées (résultats, etc.).
- Les appels de note de bas de page (petits chiffres en exposant, introduits par l'outil «  Source ») sont à placer entre la fin de phrase et le point final[comme ça].
- Les liens internes (vers d'autres articles de Wikipédia) sont à choisir avec parcimonie. Créez des liens vers des articles approfondissant le sujet. Les termes génériques sans rapport avec le sujet sont à éviter, ainsi que les répétitions de liens vers un même terme.
- Les liens externes sont à placer uniquement dans une section « Liens externes », à la fin de l'article. Ces liens sont à choisir avec parcimonie suivant les règles définies. Si un lien sert de source à l'article, son insertion dans le texte est à faire par les notes de bas de page.
- La présentation des références doit suivre les conventions bibliographiques. Il est recommandé d'utiliser les modèles {{Ouvrage}}, {{Chapitre}}, {{Article}}, {{Lien web}} et/ou {{Bibliographie}}. Le mode d'édition visuel peut mettre en forme automatiquement les références.
- Insérer une infobox (cadre d'informations à droite) n'est pas obligatoire pour parachever la mise en page.

Pour une aide détaillée, merci de consulter Aide:Wikification.
Si vous pensez que ces points ont été résolus, vous pouvez retirer ce bandeau et améliorer la mise en forme d'un autre article.

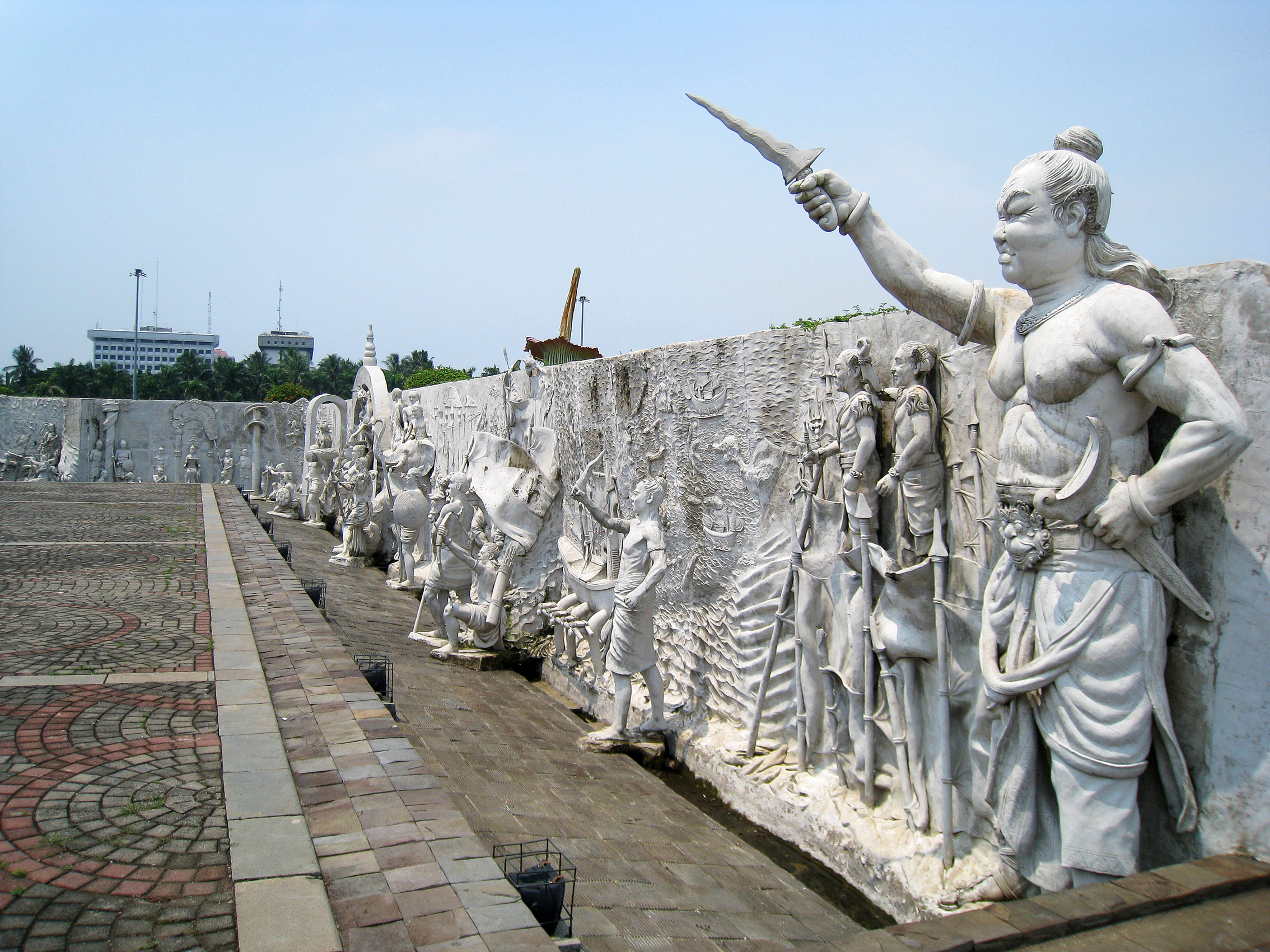
Haut-relief de Gajah Mada prêtant serment, Monument National de Jakarta.

Le serment du Palapa (en indonésien : Sumpah Palapa) est un serment prononcé par Gajah Mada, militaire javanais du XIVe siècle et mahapatih de Majapahit. Lors de ce serment, Gajah Mada jure qu'il ne se reposera pas tant qu'il n'aura pas réussi à unifier Nusantara (l'archipel malais). Le serment a lieu lors de son inauguration en tant que Patih Amangkubhumi de Majapahit en l'an 1256 du calendrier saka, soit 1334 du calendrier julien, ou 1258 du calendrier saka, soit 1336 du calendrier julien.

## Le serment
Le serment de Palapa nous provient d'un manuscrit en javanais ancien, le Pararaton, le Livre des rois, qui dit:
Sira Gajah Madapatih amangkubhumi tan ayun amuktia palapa, sira Gajah Mada: "Lamun huwus kalah nusantara isun amukti palapa, lamun kalah ring Gurun, ring Seran, Tañjungpura, ring Haru, ring Pahang, Dompo, ring Bali, Sunda, Palembang, Tumasik, samana isun amukti palapa".
Traduction:
[Finalement,] Gajah Mada devint patih amangkubumi, [mais] ne voulut point amukti palapa. Gajah Mada [jura], « Si je conquis Nusantara, [alors] je amukti palapa. Si je conquis Gurun, Seram, Tanjungpura, Haru, Pahang, Dompo, Bali, Sunda, Palembang, Tumasik, alors je amukti palapa. »

## Interprétation
Piet Zoetmulder définit « amukti palapa » comme « se réjouir d'un état d'abondance », ou simplement « se réjouir » ; tandis que pour Slamet Muljana, philologue et historien indonésien, il s'agirait plutôt de « se réjouir du repos », « se reposer ».
Les historiens contemporains apprirent par ce manuscrit le nom de plusieurs endroits de l'archipel malais qui, au temps de la prestation de serment, n'étaient pas sous la suzeraineté de Majapahit mais visés par l'ambitieuse campagne expansionniste de Gajah Mada.

### Liste des lieux nommés
- Gurun : îles Gorong.
- Seran : île de Céram.
- Tañjungpura : Royaume de Tanjungpura, dans l'actuel Kalimantan occidental.
- Haru : Royaume d'Aru, dans le Nord de Sumatra.
- Pahang : Pahang, Malaisie.
- Dompo : Dompu, sur l'île de Sumbawa.
- Bali : Bali.
- Sunda : Royaume de Sunda, dans l'Ouest de Java.

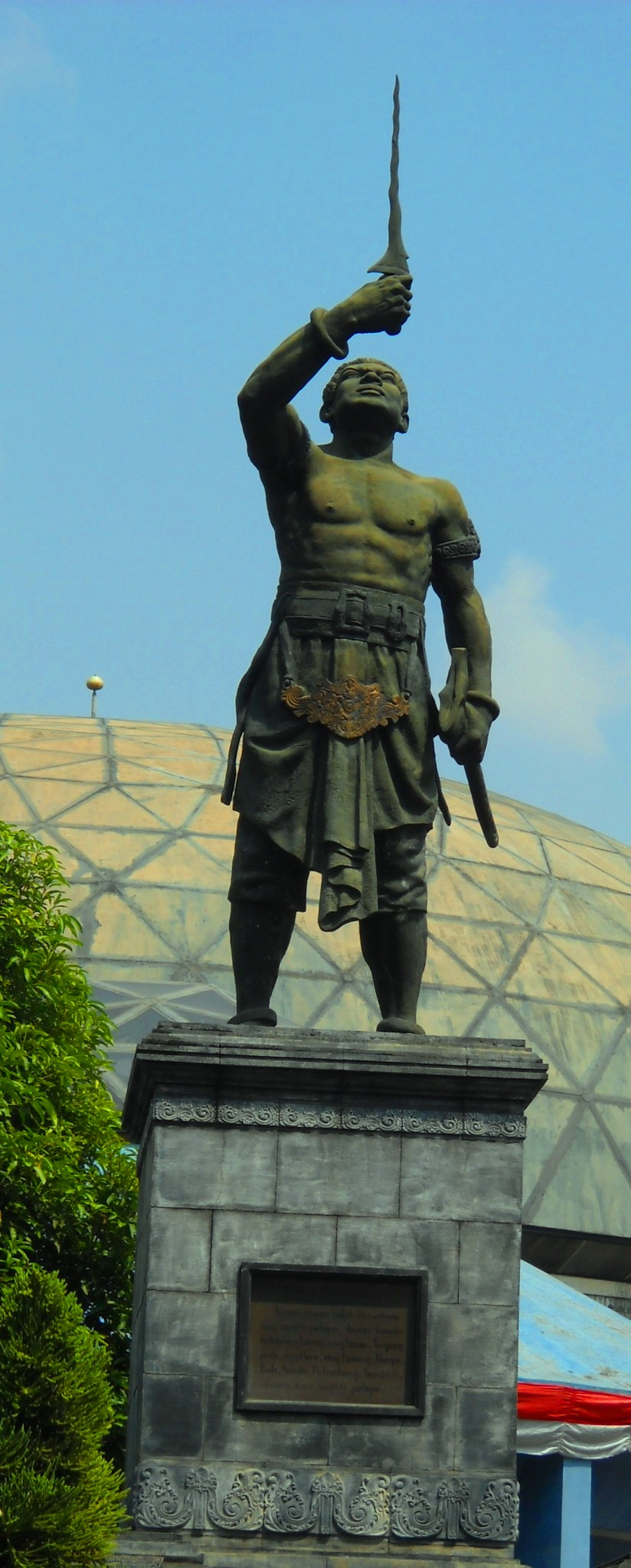
Une statue de Gajah Mada face au musée des télécommunications, Jakarta.

- Palembang : Palembang.
- Tumasik : Singapour.

## Un serment tenu?
Le royaume de Sunda aurait été vassalisé par Majapahit après la tragédie de Bubat de 1357 et aurait regagné son indépendance à une date inconnue. La soumission de Sunda par Majapahit, d'après le Pararaton, signifie que le serment énoncé par Gajah Mada a été tenu:
... Tunggalan padompo pasunda. Samangkana sira Gajah Mada mukti palapa, sawelas tahun amangkubhumi.
Traduction:
L'incident de Dompu coïncida avec l'incident de Sunda. Il s'agit du moment où Gajah Mada amukti palapa, [et après] onze années devint amangkubhumi.

## Postérité
« Palapa » est utilisé comme nom pour le satellite indonésien Palapa, fabriqué par Boeing. Le programme démarra en février 1975, et le satellite lancé le 9 juillet 1976 à Cape Caneveral en Floride.